# Arapatiella
Arapatiella é um género botânico pertencente à família Fabaceae.